# Copa América 1989
Copa América 1989 – trzydzieste czwarte mistrzostwa kontynentu południowoamerykańskiego, odbyły się w dniach 1 – 16 lipca 1989 roku po raz czwarty w Brazylii. W turnieju grało dziesięć zespołów. Drużyny podzielono na dwie pięciozespołowe grupy. Zwycięzcy i drugie drużyny z grup awansowały dalej, tworząc czteroosobową grupę finałową, gdzie ostatecznie rozgrywała się sprawa mistrzostwa. Wszystkie mecze rozgrywano w Salvadorze na stadionie Fonte Nova, w Recife na stadionie Arruda, w Goianie na stadionie Serra Dourada i w Rio de Janeiro na stadionie Maracanie.

## Uczestnicy

### Argentyna
| Nr                              | Zawodnik                       | Klub                         |
| ------------------------------- | ------------------------------ | ---------------------------- |
| 1                               | Nery Alberto Pumpido           | Real Betis                   |
| 2                               | Sergio Daniel Batista          | River Plate                  |
| 3                               | Carlos Alejandro Alfaro Moreno | CA Independiente             |
| 4                               | Abel Eduardo Balbo             | River Plate                  |
| 5                               | José Luis Brown                | Real Murcia                  |
| 6                               | José Horacio Basualdo          | Deportivo Mandiyú            |
| 7                               | Jorge Luis Burruchaga          | FC Nantes                    |
| 8                               | Claudio Paul Caniggia          | Hellas Werona                |
| 9                               | José Luis Cuciuffo             | Boca Juniors                 |
| 10                              | Diego Armando Maradona         | SSC Napoli                   |
| 11                              | Gabriel Humberto Calderón      | PSG Paryż                    |
| 12                              | Néstor Rolando Clausen         | FC Sion                      |
| 13                              | Hernán Edgardo Díaz            | Rosario Central              |
| 14                              | Héctor Adolfo Enrique          | River Plate                  |
| 15                              | Ricardo Omar Giusti            | CA Independiente             |
| 16                              | Pedro Damián Monzón            | CA Independiente             |
| 17                              | Oscar Alfredo Ruggeri          | Real Madryt                  |
| 18                              | Luis Alberto Islas             | Atlético Madryt              |
| 19                              | Roberto Néstor Sensini         | Newell's Old Boys Rosario    |
| 20                              | Pedro Antonio Troglio          | Hellas Werona                |
| 21                              | Néstor Raúl Gorosito           | San Lorenzo de Almagro       |
| 22                              | Julio César Falcioni           | Vélez Sarsfield Buenos Aires |
| Trener: Carlos Salvador Bilardo |                                |                              |

### Boliwia
| Nr                             | Zawodnik                 | Klub                            |
| ------------------------------ | ------------------------ | ------------------------------- |
| ??                             | Carlos Arias Torrico     | Club Bolívar                    |
| ??                             | Marco Antonio Barrero    | Club Bolívar                    |
| ??                             | Carlos Fernando Borja    | Club Bolívar                    |
| ??                             | Ramiro Castillo          | Argentinos Juniors Buenos Aires |
| ??                             | Luis Esteban Galarza     | Club Bolívar                    |
| ??                             | Marco Antonio Etcheverry | Destroyers Santa Cruz           |
| ??                             | Marco Rodolfo Ferrufino  | Club Bolívar                    |
| ??                             | Ricardo Fontana          | Club The Strongest              |
| ??                             | Arturo García            | Oriente Petrolero               |
| ??                             | Eligio Martínez          | Club The Strongest              |
| ??                             | José Milton Melgar       | Club Bolívar                    |
| ??                             | Rolly Paniagua           | Club Blooming                   |
| ??                             | Guillermo Alvaro Peña    | Club Blooming                   |
| ??                             | Miguel Angel Rimba       | Club Bolívar                    |
| ??                             | Romer Antonio Roca       | Oriente Petrolero               |
| ??                             | Marciano Saldías         | Oriente Petrolero               |
| ??                             | Fernando Salinas         | Club Bolívar                    |
| ??                             | Erwin Sánchez            | Club Bolívar                    |
| ??                             | Luis Francisco Takeo     | Destroyers Santa Cruz           |
| ??                             | Eduardo Andrés Villegas  | Club The Strongest              |
| Trener: Jorge Carlos Habberger |                          |                                 |

### Brazylia
| Nr                                 | Zawodnik                                | Klub                       |
| ---------------------------------- | --------------------------------------- | -------------------------- |
| 1                                  | Cláudio André Mergen TAFFAREL           | Internacional Porto Alegre |
| 2                                  | MAZINHO – Iomar do Nascimento           | CR Vasco da Gama           |
| 3                                  | MAURO Geraldo GALVÃO                    | Botafogo FR                |
| 4                                  | ANDRÉ Alves da CRUZ                     | Ponte Preta Campinas       |
| 5                                  | BRANCO – Cláudio Ibraim Vaz             | FC Porto                   |
| 6                                  | RICARDO GOMES Raymundo                  | SL Benfica                 |
| 7                                  | BEBETO – José Roberto Gama de Oliveira  | CR Vasco da Gama           |
| 8                                  | GEOVANNI Faria da Silva                 | CR Vasco da Gama           |
| 9                                  | VALDO Cândido de Oliveira Filho         | SL Benfica                 |
| 10                                 | TITA – Milton Queiroz da Paixão         | CR Vasco da Gama           |
| 11                                 | ROMÁRIO de Souza Faria                  | PSV Eindhoven              |
| 12                                 | ACÁCIO Cordeiro Barreto                 | CR Vasco da Gama           |
| 13                                 | JOSIMAR Higino Pereira                  | Botafogo FR                |
| 14                                 | ALDAIR Nascimento dos Santos            | SL Benfica                 |
| 15                                 | ALEMÃO – Ricardo Rogério de Brito       | SSC Napoli                 |
| 16                                 | CRISTÓVÃO Borges dos Santos             | Grêmio Porto Alegre        |
| 17                                 | DUNGA – Carlos Caetano Bledorn Verri    | ACF Fiorentina             |
| 18                                 | RENATO GAÚCHO – Renato Portaluppi       | AS Roma                    |
| 19                                 | BALTAZAR Maria de Morais Júnior         | Atlético Madryt            |
| 20                                 | Paulo SILAS do Prado Pereira            | Sporting CP                |
| 21                                 | CHARLES Fabian Figueiredo               | EC Bahia                   |
| 22                                 | ZÉ CARLOS – José Carlos da Costa Araújo | CR Flamengo                |
| Trener: Sebastião Barroso LAZARONI |                                         |                            |

### Chile
| Nr                      | Zawodnik                  | Klub                      |
| ----------------------- | ------------------------- | ------------------------- |
| ??                      | Fernando Astengo          | Grêmio Porto Alegre       |
| ??                      | Jorge Carrasco            | CD Huachipato             |
| ??                      | Leonel Contreras          | Deportes La Serena        |
| ??                      | Marco Cornez              | CD Universidad Católica   |
| ??                      | Juan Covarrubias          | CD Cobreloa               |
| ??                      | Hugo Armando González     | CSD Colo-Colo             |
| ??                      | Alejandro Hisis           | OFI 1925                  |
| ??                      | Osvaldo Heriberto Hurtado | Sporting Charleroi        |
| ??                      | Juan Carlos Letelier      | Deportes La Serena        |
| ??                      | Juvenal Olmos             | CD Universidad Católica   |
| ??                      | Raúl Ormeño               | CSD Colo-Colo             |
| ??                      | Jaime Patricio Ramírez    | CSD Colo-Colo             |
| ??                      | Héctor Puebla             | CD Cobreloa               |
| ??                      | Jaime Ramírez             | Unión Española            |
| ??                      | Oscar Reyes               | Club Universidad de Chile |
| ??                      | Roberto Rojas             | São Paulo FC              |
| ??                      | Lukas Túdor               | CD Universidad Católica   |
| ??                      | Jaime Vera                | OFI 1925                  |
| ??                      | Oscar Wirth               | bez klubu                 |
| ??                      | Patricio Yáñez            | Real Betis                |
| Trener: Orlando Aravena |                           |                           |

### Ekwador
| Nr                      | Zawodnik                 | Klub                 |
| ----------------------- | ------------------------ | -------------------- |
| ??                      | Álex Darío Aguinaga      | Deportivo Quito      |
| ??                      | Geovanni Claudio Alcívar | Barcelona SC         |
| ??                      | Ney Raúl Avilés          | Emelec Guayaquil     |
| ??                      | Hermen de Jesús Benítez  | CD El Nacional       |
| ??                      | Luis Enrique Capurro     | Emelec Guayaquil     |
| ??                      | Hamilton Emilio Cuvi     | Filanbanco Guayaquil |
| ??                      | Kleber Emilio Fajardo    | Emelec Guayaquil     |
| ??                      | Nelson José Guerrero     | LDU Quito            |
| ??                      | Jimmy Alfonso Izquierdo  | Barcelona SC         |
| ??                      | Wilson Homero Macías     | Filanbanco Guayaquil |
| ??                      | Pietro Raúl Marsetti     | LDU Quito            |
| ??                      | Víctor Mendoza           | Aucas Quito          |
| ??                      | Jimmy Gustavo Montanero  | Barcelona SC         |
| ??                      | Carlos Luis Morales      | Barcelona SC         |
| ??                      | Carlos Antonio Muñoz     | Filanbanco Guayaquil |
| ??                      | Tulio Tayron Quinteros   | Barcelona SC         |
| ??                      | Hólger Abraham Quiñónez  | Barcelona SC         |
| ??                      | Julio César Rosero       | CD El Nacional       |
| ??                      | Byron Zózimo Tenorio     | CD El Nacional       |
| ??                      | Enrique Wilfrido Verduga | Emelec Guayaquil     |
| Trener: Dušan Drašković |                          |                      |

### Kolumbia
| Nr                                 | Zawodnik                  | Klub                   |
| ---------------------------------- | ------------------------- | ---------------------- |
| ??                                 | Leonel de Jesús Alvarez   | Atlético Nacional      |
| ??                                 | Sergio Angulo             | América Cali           |
| ??                                 | Wilmer Cabrera            | Independiente Santa Fe |
| ??                                 | Anthony William De Avila  | América Cali           |
| ??                                 | Andrés Escobar            | Atlético Nacional      |
| ??                                 | Alexis Enrique García     | Atlético Nacional      |
| ??                                 | Gabriel Jaime Gómez       | Independiente Medellín |
| ??                                 | Gildardo Biderman Gómez   | Atlético Nacional      |
| ??                                 | Rubén Darío Hernández     | Millonarios FC         |
| ??                                 | José René Higuita         | Atlético Nacional      |
| ??                                 | Carlos Mario Hoyos        | Atlético Junior        |
| ??                                 | Arnoldo Alberto Iguarán   | Millonarios FC         |
| ??                                 | Alexis Antonio Mendoza    | Atlético Junior        |
| ??                                 | Eduardo Niño              | Independiente Santa Fe |
| ??                                 | Luis Carlos Perea         | Atlético Nacional      |
| ??                                 | Wilson Enrique Pérez      | Atlético Junior        |
| ??                                 | Bernardo Redín            | Deportivo Cali         |
| ??                                 | John Jairo Tréllez        | Atlético Nacional      |
| ??                                 | Carlos Alberto Valderrama | HSC Montpellier        |
| ??                                 | León Fernando Villa       | Atlético Nacional      |
| Trener: Francisco Antonio Maturana |                           |                        |

### Paragwaj
| Nr                   | Zawodnik                 | Klub                |
| -------------------- | ------------------------ | ------------------- |
| ??                   | Luis Nery Caballero      | Club Guaraní        |
| ??                   | Virginio Cáceres         | Club Guaraní        |
| ??                   | Adolfino Cañete          | Talleres Córdoba    |
| ??                   | Augusto Chamorro         | Atlético Colegiales |
| ??                   | Rogelio Wilfrido Delgado | CA Independiente    |
| ??                   | Ramón Alfredo Escobar    | Club River Plate    |
| ??                   | Darío Espínola           | Club Sol de América |
| ??                   | Roberto Eladio Fernández | Cerro Porteño       |
| ??                   | Buenaventura Ferreira    | Club Guaraní        |
| ??                   | Julio César Franco       | Club Guaraní        |
| ??                   | Jorge Alberto Guasch     | Club Olimpia        |
| ??                   | Carlos Alberto Guirland  | Club Olimpia        |
| ??                   | Justo Pastor Jacquet     | Cerro Porteño       |
| ??                   | Alfredo Damián Mendoza   | Club Olimpia        |
| ??                   | Gustavo Alfredo Neffa    | Club Olimpia        |
| ??                   | Eumelio Ramón Palacios   | Club Libertad       |
| ??                   | Catalino Rivarola        | Cerro Porteño       |
| ??                   | Félix Brítez Román       | Cerro Porteño       |
| ??                   | Rubén Martín Ruiz Díaz   | Talleres Córdoba    |
| ??                   | Carlos Vidal Sanabria    | Club Olimpia        |
| ??                   | Juan Bautista Torales    | Club Libertad       |
| ??                   | Félix Ricardo Torres     | Club Sol de América |
| ??                   | César Zabala             | Cerro Porteño       |
| Eduardo Luján Manera |                          |                     |

### Peru
| Nr                        | Zawodnik                     | Klub                  |
| ------------------------- | ---------------------------- | --------------------- |
| ??                        | Jorge Fausto Arteaga         | Club Sporting Cristal |
| ??                        | José Luis Carranza           | Universitario Lima    |
| ??                        | César Humberto Chávez        | Universitario Lima    |
| ??                        | César Martín Dall'Orso       | Club Sporting Cristal |
| ??                        | José Guillermo Del Solar     | Universitario Lima    |
| ??                        | Carlos Eleazar Guido         | Club Sporting Cristal |
| ??                        | Jorge Alberto Hirano         | Club Bolívar          |
| ??                        | Francesco Paolo Manassero    | Club Sporting Cristal |
| ??                        | Pedro Franco Enrique Navarro | FC Wettingen          |
| ??                        | Jorge Alberto Olaechea       | Club Sporting Cristal |
| ??                        | Percy Celso Olivares         | Club Sporting Cristal |
| ??                        | Jesús Manuel Purizaga        | Club Sporting Cristal |
| ??                        | Pedro Jesús Requena          | Universitario Lima    |
| ??                        | Eduardo Rey Muñoz            | Universitario Lima    |
| ??                        | Juan Máximo Reynoso          | Alianza Lima          |
| ??                        | César Eduardo Rodríguez      | Municipal Lima        |
| ??                        | Jorge Talavera               | Internacional         |
| ??                        | Carlos Torres                | Internacional         |
| ??                        | Julio César Uribe            | América Cali          |
| ??                        | Wilmar Elar Valencia         | Club Blooming         |
| Trener: PEPE – José Macía |                              |                       |

### Urugwaj
| Nr                               | Zawodnik                  | Klub                      |
| -------------------------------- | ------------------------- | ------------------------- |
| 1                                | Adolfo Javier Zeoli       | Danubio FC                |
| 2                                | Nelson Daniel Gutiérrez   | S.S. Lazio                |
| 3                                | Hugo Eduardo de León      | Club Nacional de Football |
| 4                                | José Óscar Herrera        | CA Peñarol                |
| 5                                | José Batlle Perdomo       | CA Peñarol                |
| 6                                | Alfonso Enrique Domínguez | CA Peñarol                |
| 7                                | Antonio Alzamendi         | CD Logroñés               |
| 8                                | Carlos Gabriel Correa     | CA Peñarol                |
| 9                                | Enzo Francescoli          | Racing Paryż              |
| 10                               | Rubén Walter Paz          | Racing Club de Avellaneda |
| 11                               | Rubén Sosa                | S.S. Lazio                |
| 12                               | Jorge Fernando Seré       | Club Nacional de Football |
| 13                               | Daniel Felipe Revélez     | Club Nacional de Football |
| 14                               | José Luis Pintos Saldaña  | Club Nacional de Football |
| 15                               | Santiago Javier Ostolaza  | Club Nacional de Football |
| 16                               | Sergio Daniel Martínez    | Defensor Sporting         |
| 17                               | Carlos Alberto Aguilera   | CA Peñarol                |
| 18                               | Rubén Fabián Pereira      | Danubio FC                |
| 19                               | Rubén Fernando da Silva   | Danubio FC                |
| 20                               | Pablo Javier Bengoechea   | Sevilla FC                |
| Trener: Oscar Washington Tabárez |                           |                           |

### Wenezuela
| Nr                            | Zawodnik                | Klub               |
| ----------------------------- | ----------------------- | ------------------ |
| 1                             | César Renato Baena      | Caracas            |
| 2                             | William Pacheco         | UAT San Cristóbal  |
| 3                             | Andrés Paz              | UAT San Cristóbal  |
| 4                             | Pedro Javier Acosta     | Caracas            |
| 5                             | Luis Rojas              | UAT San Cristóbal  |
| 6                             | Roberto Cavallo         | Italia Caracas     |
| 7                             | Ildemaro Fernández      | Estudiantes Mérida |
| 8                             | Laureano José Jaimes    | UAT San Cristóbal  |
| 9                             | Hebert Márquez          | Marítimo Caracas   |
| 10                            | Carlos Fabián Maldonado | UAT San Cristóbal  |
| 12                            | José Gómez              | Mineros Guayana    |
| 11                            | Noel San Vicente        | Marítimo Caracas   |
| 13                            | René Torres             | Mineros Guayana    |
| 14                            | Pedro Juan Febles       | Marítimo Caracas   |
| 15                            | Luis Camacaro           | UAT San Cristóbal  |
| 16                            | Bernardo Añor           | Caracas            |
| 17                            | Carlos Domínguez        | Caracas            |
| 18                            | Héctor Enrique Rivas    | Marítimo Caracas   |
| 19                            | Stalin José Rivas       | Mineros Guayana    |
| 20                            | Enrique Samuel          | Mineros Guayana    |
| Trener: Carlos Horacio Moreno |                         |                    |

## Mecze

### Grupa A

#### Paragwaj–Peru
| PARAGWAJ – PERU 5:2 (2:1) |
| --- |
| 1 lipca 1989, Salvador, Estádio Fonte Nova (widzów 5000)                                                                                   |
| Sędzia: Juan Carlos Loustau |
| PARAGWAJ: Fernández – Torales, Zabala, Delgado, Jacquet – Franco, Guasch, Cańete, Neffa (75 Palacios) – Ferreira, Mendoza (86 Sanabria)    |
| PERU: Chávez – Carranza (63 Rey Muńoz), Arteaga, Del Solar, Olivares – Valencia (70 Talavera), Manassero, Reynoso, Uribe – Navarro, Hirano |
| Bramki: 0:1 Hirano 30, 1:1 Cańete 38, 2:1 Neffa 41, 3:1 Mendoza 51, 4:1 Del Solar 75s, 4:2 Reynoso 80, 5:2 Cańete 84                       |

#### Brazylia–Wenezuela
| BRAZYLIA – WENEZUELA 3:1 (2:0) |
| --- |
| 1 lipca 1989, Salvador, Estádio Fonte Nova (widzów 35 000)                                                                                      |
| Sędzia: Juan Daniel Cardellino |
| BRAZYLIA: Taffarel – Mazinho, Ricardo Gomes, André Cruz, Branco – Geovani, Mauro Galvăo, Tita (11 Silas), Valdo – Bebeto (45 Baltazar), Romário |
| WENEZUELA: Baena – Torres, Paz, Acosta, Pacheco – H.Rivas (57 Cavallo), Jaimes, Maldonado, Ańor – Febles (57 Márquez), S.Rivas                  |
| Bramki: 1:0 Bebeto 2, 2:0 Geovani 36k, 3:0 Baltazar 57, 3:1 Maldonado 63                                                                        |

#### Kolumbia–Wenezuela
| KOLUMBIA – WENEZUELA 4:2 (1:0) |
| --- |
| 3 lipca 1989, Salvador, Estádio Fonte Nova (widzów 4000)                                                                                |
| Sędzia: Rodolfo Martínez |
| KOLUMBIA: Higuita – Pérez, Perea, Escobar, Hoyos – G.J.Gómez, Alvarez, Valderrama, Redín (60 García) – Angulo (60 De Avila), Iguarán    |
| WENEZUELA: Baena – Camacaro, Paz, Acosta, Pacheco – Cavallo, Jaimes, Maldonado, Ańor (54 Fernández) – Márquez, S.Rivas (54 San Vicente) |
| Bramki: 1:0 Higuita 36k, 2:0 Iguarán 46, 3:0 De Avila 71, 3:1 Maldonado 73, 4:1 Iguarán 75, 4:2 Maldonado 88                            |

#### Brazylia–Peru
| BRAZYLIA – PERU 0:0 |
| --- |
| 3 lipca 1989, Salvador, Estádio Fonte Nova (widzów 8200)                                                                                     |
| Sędzia: Hernán Silva |
| BRAZYLIA: Taffarel – Aldair, Mauro Galvăo, Ricardo Gomes, Branco (59 Renato) – Alemăo, Dunga, Geovani, Valdo – Bebeto, Romário (68 Baltazar) |
| PERU: Purizaga – Carranza, Requena, Olaechea, Olivares – Valencia, Reynoso, Del Solar, Uribe – Navarro (84 Chávez), Hirano (55 Manassero)    |
| Czerwone kartki: – / Purizaga 84 |
| Uwagi: mecz został przerwany na okres 22 minut z powodu awarii oświetlenia                                                                   |

#### Peru–Wenezuela
| PERU – WENEZUELA 1:1 (1:1) |
| --- |
| 5 lipca 1989, Salvador, Estádio Fonte Nova (widzów 1500)                                                                                      |
| Sędzia: Vincent Mauro |
| PERU: Chávez – Carranza, Del Solar, Requena, Olivares – Valencia (45 Rey Muńoz), Manassero, Reynoso, Uribe – Navarro, Hirano (61 Rodríguez)   |
| WENEZUELA: Baena – Camacaro, H.Rivas, Acosta, Pacheco (41 San Vicente) – Cavallo, Jaimes, Maldonado – Febles, Márquez, S.Rivas (69 Fernández) |
| Bramki: 0:1 Maldonado 29, 1:1 Navarro 30 |

#### Paragwaj–Kolumbia
| PARAGWAJ – KOLUMBIA 1:0 (0:0) |
| --- |
| 5 lipca 1989, Salvador, Estádio Fonte Nova (widzów 1500)                                                                                |
| Sędzia: Oscar Ortubé |
| PARAGWAJ: Fernández – Torales, Zabala, Delgado, Jacquet – Franco, Guasch, Cańete, Neffa (88 Sanabria) – Ferreira, Mendoza (80 Palacios) |
| KOLUMBIA: Higuita – Pérez, Perea, Escobar, Villa – G.J.Gómez, Alvarez, Valderrama, Redín – Iguarán (71 Angulo), Tréllez (63 De Avila)   |
| Bramki: 1:0 Mendoza 51 |

#### Paragwaj–Wenezuela
| PARAGWAJ – WENEZUELA 3:0 (1:0) |
| --- |
| 7 lipca 1989, Salvador, Estádio Fonte Nova (widzów 3000)                                                                                     |
| Sędzia: Rodolfo Martínez |
| PARAGWAJ: Fernández – Torales, Delgado, Zabala (85 Caballero), Jacquet – Franco, Guasch, Cańete, Neffa – Ferreira (77 Palacios), Mendoza     |
| WENEZUELA: Baena – Torres, H.Rivas (45 Fernández), Acosta, Pacheco – Cavallo, Jaimes, Camacaro, San Vicente – Maldonado, Febles (57 Márquez) |
| Bramki: 1:0 Neffa 41, 2:0 Ferreira 50, 3:0 Ferreira 73                                                                                       |

#### Brazylia–Kolumbia
| BRAZYLIA – KOLUMBIA 0:0 |
| --- |
| 7 lipca 1989, Salvador, Estádio Fonte Nova (widzów 9100)                                                                                     |
| Sędzia: Elías Jácome |
| BRAZYLIA: Taffarel – Aldair, Ricardo Gomes, Mauro Galvăo, Branco – Alemăo (64 Mazinho), Dunga, Geovani, Valdo – Renato, Baltazar (57 Bebeto) |
| KOLUMBIA: Higuita – Pérez, Perea, Escobar, Hoyos – G.J.Gómez, Alvarez, Redín, Valderrama – Iguarán (80 Cabrera), Hernández (71 Angulo)       |

#### Kolumbia–Peru
| KOLUMBIA – PERU 1:1 (1:1) |
| --- |
| 9 lipca 1989, Recife, Estádio do Arruda (widzów 60 000)                                                                               |
| Sędzia: Juan Carlos Loustau |
| KOLUMBIA: Higuita – Pérez, Perea, Escobar, Hoyos – G.J.Gómez, Alvarez, Redín (38 García), Valderrama – Iguarán (45 De Avila), Angulo  |
| PERU: Purizaga – Carranza (70 Guido, 86 Arteaga), Requena, Olaechea, Olivares – Valencia, Reynoso, Del Solar, Uribe – Navarro, Hirano |
| Bramki: 1:0 Iguarán 32, 1:1 Hirano 43                                                                                                 |

#### Brazylia–Paragwaj
| BRAZYLIA – PARAGWAJ 2:0 (0:0) |
| --- |
| 9 lipca 1989, Recife, Estádio do Arruda (widzów 76 800)                                                                                             |
| Sędzia: Vincent Mauro |
| BRAZYLIA: Taffarel – Aldair, Mauro Galvăo, Ricardo Gomes, Branco – Mazinho, Dunga, Silas, Valdo – Bebeto, Romário (78 Renato)                       |
| PARAGWAJ: Ruiz Díaz – Cáceres, Caballero, Rivarola (79 Delgado), Torales – Franco, Chamorro, Sanabria, Neffa (45 Ferreira) – Brítez Román, Palacios |
| Bramki: 1:0 Bebeto 47, 2:0 Bebeto 82 |

### Grupa B

#### Ekwador–Urugwaj
| EKWADOR – URUGWAJ 1:0 (0:0) |
| --- |
| 2 lipca 1989, Goiânia, Estádio Serra Dourada (widzów 19 000)                                                                            |
| Sędzia: Carlos Maciel |
| EKWADOR: Morales – Izquierdo, Macías, Quińónez, Capurro – Aguinaga (77 Benítez), Rosero, Fajardo, Cuvi – Tenorio (89 Marsetti), Avilés  |
| URUGWAJ: Zeoli – Herrera (58 Bengoechea), Revelez, De León, Domínguez – Correa, Ostolaza, Paz, Sosa – Alzamendi (75 Martínez), Aguilera |
| Bramki: 1:0 Benítez 88 |

#### Argentyna–Chile
| ARGENTYNA – CHILE 1:0 (0:0) |
| --- |
| 2 lipca 1989, Goiânia, Estádio Serra Dourada (widzów 40 000)                                                                                       |
| Sędzia: Arnaldo César Coelho |
| ARGENTYNA: Islas – Clausen (71 Basualdo), Brown, Ruggeri, Sensini – Troglio, Batista, Burruchaga, Calderón – Caniggia (67 Alfaro Moreno), Maradona |
| CHILE: Rojas – Pizarro, González, Contreras, Reyes – Hisis, Ormeńo (63 Hurtado), Olmos, Puebla – Vera (55 Letelier), Covarrubias                   |
| Bramki: 1:0 Caniggia 55 |

#### Urugwaj–Boliwia
| URUGWAJ – BOLIWIA 3:0 (2:0) |
| --- |
| 4 lipca 1989, Goiânia, Estádio Serra Dourada (widzów 8000)                                                                               |
| Sędzia: Arnaldo César Coelho |
| URUGWAJ: Zeoli – Herrera, Gutiérrez, De León, Domínguez – Correa, Ostolaza, Bengoechea, Paz (79 Pereira) – Alzamendi, Sosa (79 Aguilera) |
| BOLIWIA: Barrero – Roca, Fontana, Martínez, Saldías – Melgar, Villegas, Borja, Sánchez – Etcheverry (34 Castillo), García                |
| Bramki: 1:0 Ostolaza 30, 2:0 Sosa 33, 3:0 Ostolaza 60                                                                                    |
| Czerwone kartki: Bengoechea 13 / Roca 26                                                                                                 |

#### Argentyna–Ekwador
| ARGENTYNA – EKWADOR 0:0 |
| --- |
| 4 lipca 1989, Goiânia, Estádio Serra Dourada (widzów 12 000)                                                                                       |
| Sędzia: José Ramírez |
| ARGENTYNA: Islas – Clausen, Brown, Ruggeri, Sensini, Cuciuffo – Batista, Burruchaga (70 Troglio), Calderón – Caniggia (74 Alfaro Moreno), Maradona |
| EKWADOR: Morales – Izquierdo, Macías, Quińónez, Capurro – Aguinaga, Fajardo, Rosero, Cuvi – Tenorio (75 Benítez), Avilés                           |
| Czerwone kartki: Alfaro 89 / Capurro 72 |
| Uwagi: w 49 minucie meczu piłkarz ekwadorski Izquierdo nie wykorzystał rzutu karnego (nie trafił w bramkę)                                         |

#### Ekwador–Boliwia
| EKWADOR – BOLIWIA 0:0 |
| --- |
| 6 lipca 1989, Goiânia, Estádio Serra Dourada (widzów 3000)                                                                             |
| Sędzia: Jesús Díaz |
| EKWADOR: Morales – Izquierdo, Macías, Quińónez, Alcívar (61 Benítez) – Aguinaga, Fajardo, Rosero, Cuvi – Tenorio (76 Marsetti), Avilés |
| BOLIWIA: Barrero – Borja, Fontana, Martínez, Rimba – Arias, Melgar, Villegas, Castillo – Peńa (77 Salinas), García (68 Sánchez)        |

#### Urugwaj–Chile
| URUGWAJ – CHILE 3:0 (1:0) |
| --- |
| 6 lipca 1989, Goiânia, Estádio Serra Dourada (widzów 3000)                                                                                |
| Sędzia: José Ramírez |
| URUGWAJ: Zeoli – Herrera, Gutiérrez, De León, Domínguez – Ostolaza, Perdomo, Paz (65 Correa), Sosa – Alzamendi, Francéscoli (79 Aguilera) |
| CHILE: Rojas – Reyes, González, Contreras, Puebla – Hisis, Olmos, Pizarro, Covarrubias – Letelier (70 Vera), Hurtado                      |
| Bramki: 1:0 Sosa 44, 2:0 Alzamendi 73, 3:0 Francéscoli 78                                                                                 |
| Czerwone kartki: – / Contreras 26 |

#### Chile–Boliwia
| CHILE – BOLIWIA 5:0 (2:0) |
| --- |
| 8 lipca 1989, Goiânia, Estádio Serra Dourada (widzów 3000)                                                                    |
| Sędzia: Arnaldo César Coelho                                                                                                  |
| CHILE: Rojas (45 Cornez) – Reyes, González, Astengo, Puebla – Hisis, Olmos, Pizarro, Covarrubias – Ramírez, Hurtado (60 Vera) |
| BOLIWIA: Barrero – Borja, Fontana, Martínez, Rimba – Arias, Melgar, Villegas, Sánchez – Peña, Paniagua                        |
| Bramki: 1:0 Olmos 9, 2:0 Ramírez 10, 3:0 Astengo 55, 4:0 Pizarro 68k, 5:0 Reyes 85                                            |

#### Argentyna–Urugwaj
| ARGENTYNA – URUGWAJ 1:0 (0:0) |
| --- |
| 8 lipca 1989, Goiânia, Estádio Serra Dourada (widzów 3000)                                                                                      |
| Sędzia: Jesús Díaz |
| ARGENTYNA: Pumpido – Clausen, Brown, Ruggeri, Sensini – Basualdo, Batista, Troglio, Burruchaga (54 Caniggia) – Calderón (80 Cuciuffo), Maradona |
| URUGWAJ: Zeoli – Herrera, Gutiérrez, De León, Domínguez – Ostolaza (72 Bengoechea), Perdomo, Paz (72 Aguilera) – Sosa, Alzamendi, Francéscoli   |
| Bramki: 1:0 Caniggia 69 |
| Czerwone kartki: Ruggeri 17 / – |

#### Chile–Ekwador
| CHILE – EKWADOR 2:1 (1:0) |
| --- |
| 8 lipca 1989, Goiânia, Estádio Serra Dourada (widzów 2000)                                                                              |
| Sędzia: Carlos Maciel |
| CHILE: Cornez – Reyes, González, Astengo, Puebla – Hisis, Olmos (62 Vera), Pizarro, Hurtado (72 Covarrubias) – Ramírez, Letelier        |
| EKWADOR: Morales – Izquierdo, Macías, Quińónez, Capurro – Aguinaga, Rosero, Fajardo (45 Montanero), Cuvi – Tenorio (59 Benítez), Avilés |
| Bramki: 1:0 Olmos 44, 2:0 Letelier 88, 2:1 Avilés 89                                                                                    |

#### Argentyna–Boliwia
| ARGENTYNA – BOLIWIA 0:0 |
| --- |
| 8 lipca 1989, Goiânia, Estádio Serra Dourada (widzów 5000)                                                                                     |
| Sędzia: Nelson Rodríguez |
| ARGENTYNA: Pumpido – Brown, Monzón, Cuciuffo, Sensini (64 Basualdo) – Díaz, Enrique, Gorosito, Maradona – Caniggia (54 Troglio), Alfaro Moreno |
| BOLIWIA: Galarza – Roca, Fontana, Martínez, Saldías – Melgar, Borja, Arias, Takeo – Peña, Etcheverry                                           |

### Finał

#### Urugwaj–Paragwaj
| URUGWAJ – PARAGWAJ 3:0 (1:0) |
| --- |
| 12 lipca 1989, Rio de Janeiro, Maracanã (widzów 60 000)                                                                                  |
| Sędzia: Juan Carlos Loustau ( Elías Jácome, Oscar Ortubé)                                                                                |
| URUGWAJ: Zeoli – Herrera, Gutiérrez, De León, Domínguez – Perdomo, Ostolaza, Paz, Francéscoli (70 Correa) – Alzamendi, Sosa              |
| PARAGWAJ: Fernández – Caballero, Zabala, Delgado, Jacquet – Franco (68 Palacios), Guasch, Cañete (76 Escobar), Neffa – Ferreira, Mendoza |
| Bramki: 1:0 Francéscoli 28g, 2:0 Alzamendi 82, 3:0 Paz 89                                                                                |

#### Brazylia–Argentyna
| BRAZYLIA – ARGENTYNA 2:0 (0:0) |
| --- |
| 12 lipca 1989, Rio de Janeiro, Maracanã (widzów 110 000)                                                                                      |
| Sędzia: Juan Daniel Cardellino |
| BRAZYLIA: Taffarel – Aldair, Mauro Galvăo, Ricardo Gomes, Branco – Mazinho, Dunga, Silas (75 Alemăo), Valdo – Bebeto, Romário (75 Renato)     |
| ARGENTYNA: Pumpido – Clausen, Brown, Ruggeri, Sensini – Basualdo, Batista, Troglio, Burruchaga (55 Caniggia) – Calderón (58 Giusti), Maradona |
| Bramki: 1:0 Bebeto 48, 2:0 Romário 55 |

#### Urugwaj–Argentyna
| URUGWAJ – ARGENTYNA 2:0 (1:0) |
| --- |
| 14 lipca 1989, Rio de Janeiro, Maracanã (widzów 45 000)                                                                                         |
| Sędzia: Arnaldo César Coelho |
| URUGWAJ: Zeoli – Herrera, Gutiérrez, De León, Domínguez – Ostolaza, Perdomo (45 Correa), Paz (77 Pereira), Sosa – Alzamendi, Francéscoli        |
| ARGENTYNA: Pumpido – Clausen, Ruggeri, Cuciuffo (45 Balbo), Sensini – Basualdo, Batista, Troglio, Burruchaga (54 Gorosito) – Calderón, Maradona |
| Bramki: 1:0 Sosa 38, 2:0 Sosa 81 |
| Czerwone kartki: – / Ruggeri 64 |

#### Brazylia–Paragwaj
| BRAZYLIA – PARAGWAJ 3:0 (1:0) |
| --- |
| 14 lipca 1989, Rio de Janeiro, Maracanã (widzów 64 500)                                                                                   |
| Sędzia: Elías Jácome |
| BRAZYLIA: Taffarel – Aldair, Mauro Galvăo, Ricardo Gomes, Branco – Mazinho, Dunga, Silas, Valdo (73 Alemăo) – Bebeto, Romário (73 Renato) |
| PARAGWAJ: Fernández – Torales, Zabala, Delgado, Jacquet – Franco, Guasch, Cańete (45 Sanabria), Ferreira – Palacios, Neffa                |
| Bramki: 1:0 Bebeto 16g, 2:0 Bebeto 52, 3:0 Romário 58                                                                                     |

#### Argentyna–Paragwaj
| ARGENTYNA – PARAGWAJ 0:0 |
| --- |
| 16 lipca 1989, Rio de Janeiro, Maracanã (widzów 90 000)                                                                                        |
| Sędzia: Jesús Díaz |
| ARGENTYNA: Pumpido – Clausen (63 Gorosito), Sensini, Monzón, Díaz – Giusti, Basualdo, Burruchaga, Troglio – Calderón (45 Alfaro Moreno), Balbo |
| PARAGWAJ: Fernández – Torales, Zabala, Delgado, Cáceres – Franco, Guasch, Sanabria, Neffa (59 Escobar) – Palacios, Mendoza (86 Brítez Román)   |

#### Brazylia–Urugwaj
| BRAZYLIA – URUGWAJ 1:0 (0:0) |
| --- |
| 16 lipca 1989, Rio de Janeiro, Maracanã (widzów 170 000)                                                                                   |
| Sędzia: Hernán Silva ( Vincent Mauro, Marín)                                                                                               |
| BRAZYLIA: Taffarel – Aldair, Ricardo Gomes, Mauro Galvăo, Branco – Mazinho, Dunga, Silas (85 Alemăo), Valdo (86 Josimar) – Bebeto, Romário |
| URUGWAJ: Zeoli – Herrera, Gutiérrez, De León, Domínguez – Ostolaza (69 Correa), Perdomo, Paz (69 Da Silva), Francéscoli – Alzamendi, Sosa  |
| Bramki: 1:0 Romário 49g |

## Podsumowanie

### Grupa A
| 1 lipca |  | Paragwaj | 5 | - | 2 (2-1) | Peru |

| 1 lipca |  | Brazylia | 3 | - | 1 (2-0) | Wenezuela |
| 3 lipca |  | Kolumbia | 4 | - | 2 (1-0) | Wenezuela |

| 3 lipca |  | Brazylia | 0 | - | 0 | Peru |

Mecz przerwany w 22 minucie z powodu awarii oświetlenia.
| 5 lipca |  | Peru     | 1 | - | 1 (1-1) | Wenezuela |
| 5 lipca |  | Paragwaj | 1 | - | 0 (0-0) | Kolumbia  |

| 7 lipca |  | Paragwaj | 3 | - | 0 (1-0) | Wenezuela |

| 7 lipca |  | Brazylia | 0 | - | 0 | Kolumbia |

| 9 lipca |  | Kolumbia | 1 | - | 1 (1-1) | Peru     |
| 9 lipca |  | Brazylia | 2 | - | 0 (0-0) | Paragwaj |

#### Tabela końcowa
Grupa A
| M | Reprezentacja | L.m. | Zw. | Rem. | Por. | Bramki | R.br. | Pkt |
| 1 | Paragwaj      | 4    | 3   | 0    | 1    | 9:4    | +5    | 6   |
| 2 | Brazylia      | 4    | 2   | 2    | 0    | 5:1    | +4    | 6   |
| 3 | Kolumbia      | 4    | 1   | 2    | 1    | 5:4    | +1    | 4   |
| 4 | Peru          | 4    | 0   | 3    | 1    | 4:7    | -3    | 3   |
| 5 | Wenezuela     | 4    | 0   | 1    | 3    | 4:11   | -7    | 1   |

### Grupa B
| 2 lipca |  | Ekwador | 1 | - | 0 (0-0) | Urugwaj |

| 2 lipca |  | Argentyna | 1 | - | 0 (0-0) | Chile   |
| 4 lipca |  | Urugwaj   | 3 | - | 0 (2-0) | Boliwia |

| 4 lipca |  | Argentyna | 0 | - | 0 | Ekwador |

| 6 lipca |  | Ekwador | 0 | - | 0 | Boliwia |

| 6 lipca |  | Urugwaj | 3 | - | 0 (1-0) | Chile |

| 8 lipca |  | Chile | 5 | - | 0 (2-0) | Boliwia |

| 8 lipca |  | Argentyna | 1 | - | 0 (0-0) | Urugwaj |

| 10 lipca |  | Chile | 2 | - | 1 (1-0) | Ekwador |

| 10 lipca |  | Argentyna | 0 | - | 0 | Boliwia |

#### Tabela końcowa
Grupa B
| M | Reprezentacja | L.m. | Zw. | Rem. | Por. | Bramki | R.br. | Pkt |
| 1 | Argentyna     | 4    | 2   | 2    | 0    | 2:0    | +2    | 6   |
| 2 | Urugwaj       | 4    | 2   | 0    | 2    | 6:2    | +4    | 4   |
| 3 | Chile         | 4    | 2   | 0    | 2    | 7:5    | +2    | 4   |
| 4 | Ekwador       | 4    | 1   | 2    | 1    | 2:2    | 0     | 4   |
| 5 | Boliwia       | 4    | 0   | 2    | 2    | 0:8    | -8    | 2   |

### Finał
| 12 lipca |  | Urugwaj | 3 | - | 0 (1-0) | Paragwaj |

| 12 lipca |  | Brazylia | 2 | - | 0 (0-0) | Argentyna |
| 14 lipca |  | Urugwaj  | 2 | - | 0 (1-0) | Argentyna |

| 14 lipca |  | Brazylia | 3 | - | 0 (1-0) | Paragwaj |

| 16 lipca |  | Paragwaj | 0 | - | 0 | Argentyna |

| 16 lipca |  | Brazylia | 2 | - | 0 (1-0) | Urugwaj |

#### Końcowa tabela
| M | Reprezentacja | L.m. | Zw. | Rem. | Por. | Bramki | R.br. | Pkt |
| 1 | Brazylia      | 3    | 3   | 0    | 0    | 6:0    | +6    | 6   |
| 2 | Urugwaj       | 3    | 2   | 0    | 1    | 5:1    | +4    | 4   |
| 3 | Argentyna     | 3    | 0   | 1    | 2    | 0:4    | -4    | 1   |
| 4 | Paragwaj      | 3    | 0   | 0    | 3    | 0:6    | -6    | 1   |

Trzydziestym czwartym triumfatorem turnieju Copa América został po raz czwarty zespół Brazylii.

### Strzelcy bramek
| Gole   | Piłkarze |
| ------ | --- |
| 6      | Bebeto |
| 4      | Sosa Maldonado |
| 3      | Romário Iguarán |
| 2      | Caniggia Olmos Ferreira, Cańete, Mendoza, Neffa Hirano Alzamendi, Francéscoli, Ostolaza                             |
| 1      | Baltazar, Geovani Astengo, Letelier, Pizarro, Ramírez, Reyes De Avila, Higuita Avilés, Benítez Navarro, Reynoso Paz |
| samob. | Del Solar (dla Paragwaju)                                                                                           |

### Sędziowie
| Mecze | Sędziowie                                                                                                  |
| ----- | --- |
| 4     | Arnaldo César Coelho                                                                                       |
| 3     | Juan Carlos Loustau Jesús Díaz                                                                             |
| 2     | Hernán Silva Elías Jácome Rodolfo Martínez Carlos Maciel José Ramírez Juan Daniel Cardellino Vincent Mauro |
| 1     | Oscar Ortubé Nelson Rodríguez                                                                              |